# Antonio Medina (general)
General Antonio Medina (1895-1922) fue un militar mexicano que participó en la Revolución mexicana. Nació en San Pedro de las Colonias, Coahuila, en 1895. Se lanzó a la lucha de los constitucionalistas en 1913, como Capitán Primero a las órdenes de Lucio Blanco; en diciembre de 1914 ya era General de Brigada. Entre 1915 y 1919, combatió a los ex federales, pelaesistas y felicistas en Tamaulipas, Puebla y Veracruz. En 1922, se levantó en armas contra el Gobierno, y murió en Puebla, peleando contra tropas Gobiernistas, el 25 de mayo de ese año. Durante su etapa en Puebla, fue un personaje determinante en el crecimiento de la región de Teziutlán,
así como de la familia Ávila Camacho,
- Datos: Q5699064